# 매슈 머서
매슈 크리스토퍼 밀러(영어: Matthew Christopher Miller, 1982년 6월 29일 ~ )는 예명 매슈 머서(Matthew Mercer)로 활동하는 미국의 성우이다. 일본 애니메이션 《진격의 거인》의 리바이 병장 역을 맡았다.

## 성우 출연작 목록

### 일본 애니메이션
- 마기 - 신드바드
- 진격의 거인 - 리바이
- 원피스 - 트라팔가 로
- 취성의 가르간티아 - 체임버
- 킬라킬 - 미키스기 아이쿠로
- Fate/Zero - 에미야 기리쓰구
- K - 야토가미 구로

### 극장판 애니메이션
- 아이언맨: 라이즈 오브 테크노보어 - 토니 스타크 / 아이언맨
- 어벤저스 컨피덴셜: 블랙 위도우 & 퍼니셔 - 토니 스타크 / 아이언맨, 클린트 바턴 / 호크아이

### 게임
- 스타워즈: 배틀프론트 (2017) - 루크 스카이워커